# Dracophyllum cosmelioides
Dracophyllum cosmelioides är en ljungväxtart som beskrevs av Panch., Adolphe-Théodore Brongniart och Gris. Dracophyllum cosmelioides ingår i släktet Dracophyllum och familjen ljungväxter. Inga underarter finns listade i Catalogue of Life.